# 코파와 비코파
《코파와 비코파》는 1989년 1월 15일에 방영되었던 MBC 베스트셀러극장이다.

## 줄거리
현대인 허위심리 풍자
새해를 맞이 회사는 '사원 한마음 되기' 세미나를 개최한다.
사원들은 목적지로 향하면서 좌석 배치부터 논쟁을 벌이면서 대립각을 세운다.
목적지 용평에 도착하자 코를 골면서 잠을 자는 사람들 때문에 코를 고는 사람하고 그렇지 않은 사람을 나누어 방 배정이 되는데...
허세 부리기 좋아하고 허위에 찬 현대인의 심리를 해학적으로 그린 작품.

## 출연
- 김영옥
- 김응석
- 김종아
- 김청
- 김호영
- 박경순
- 박순애
- 변희봉
- 송기윤
- 신국
- 윤문식
- 윤순홍
- 이경호
- 이원재
- 장보규
- 전인택
- 정대홍
- 정성모